# Friedrich Tiedemann
Friedrich Tiedemann, född 23 augusti 1781 i Kassel, död 28 januari 1861 i München, var en tysk fysiolog och anatom.

## Biografi

### Familjen
Tiedemann var son till filosofen Dietrich Tiedemann och blev ledamot av svenska vetenskapsakademin 1827. Tiedemann hade tre söner som deltog i 1848 års tyska revolution - en av dem blev arkebuserad, de båda andra flydde till Amerika. 

### Vetenskapen
Tiedemann blev medicine doktor i Marburg 1804 och började 1805 sin undervisning som professor i anatomi vid universitetet i Landshut och han var även professor i zoologi och anatomi i Heidelberg 1816–1849. Han var en outtröttlig forskare och offentliggjorde i en mängd större och mindre skrifter viktiga undersökningar inom flera olika områden av sin vetenskap. Hans Zoologie (1808–1814) innehöll värdefulla bidrag till forskningen om fåglarnas anatomi och han publicerade även uppmärksammade arbeten om fiskhjärtats byggnad och skaldjurens anatomi.
Han ägnade sig även åt studier i matsmältningens fysiologi och resultatet visades i det grundläggande arbetet Die verdauung nach versuchen (1826–1831). 1830–1836 gav Tiedemann ut en lärobok i fysiologi. 

### Kraniologi
Det var intuitivt lätt att anta att det fanns ett orsakssamband mellan en rymlig hjärnskål och förmåga till civiliserat beteende. Alltså samlade man skallar och mätte dem; disciplinen kallas kraniologi eller kraniometri. 
I sitt arbete över hjärnans anatomi (1816) kastade Tiedemann nytt ljus över hjärnans morfologi och hans planschverk Tabulæ arteriarum corporis humani (1822–1846) var det dittills mest unika med avseende på storslagenhet, fulländning och praktisk nytta. Tiedemanns forskningar fick stort inflytande i Europa och bidrog till att fördröja rasismens frammarsch (i Europa, inte Amerika). 
Tiedemann mätte skallar genom att fylla dem med hirskorn och väga kornen. Den rymligaste hjärnskålen i hans samling hade en indiansk man. På andra plats kom en vit, tre kom en afrikan, fyra en vit och femteplatsen delades mellan tre vita, en mongol och en malaj. Den rymligaste kvinnoskallen hade en malajiska. En vit och en indian delade andra plats och tredjepaltsen delade en svart och en vit kvinna. 
Hans resultat stämde inte med den gängse rashierarkin, där vita alltid skulle hamna i topp och svarta i botten. Tiedemann drog slutsatsen att de anatomer och naturhistoriker som tillskrev afrikanen mindre skalle och mindre hjärna än europén och alla andra raser, helt enkelt hade fel. Och eftersom skallarna heller inte var försedda med uppgifter om kroppslängd, kroppsvikt etc så var det också oklart vad siffrorna egentligen betydde. Kanske innebar de ingenting annat än att människor av vissa raser är mera storvuxna eller välnärda än andra, vilket inte nödvändigtvis påverkar intelligens.